# 立山ロープウェイ
立山ロープウェイ（たてやまロープウェイ）は、富山県中新川郡立山町の大観峰駅から同町の黒部平駅までを結ぶ立山黒部貫光の索道（ロープウェイ）である。立山黒部アルペンルートを構成する交通機関の一つとなっている。

## 概要
途中に支柱が1本も設けられていないワンスパン方式を採用している。ワンスパン方式を採用しているのは、日本では立山ロープウェイとガーラ湯沢スキー場（新潟県南魚沼郡湯沢町）にある「ランドー」の2か所だけで、立山ロープウェイの長さは日本最長である。

## 路線データ
- 延長
  - 水平長：1,638メートル
  - 斜長：1,710メートル[1][2][3]
- 走行方式：4線交走式[1]
- 最高運転速度：7.5メートル毎秒[1]
- 搬器

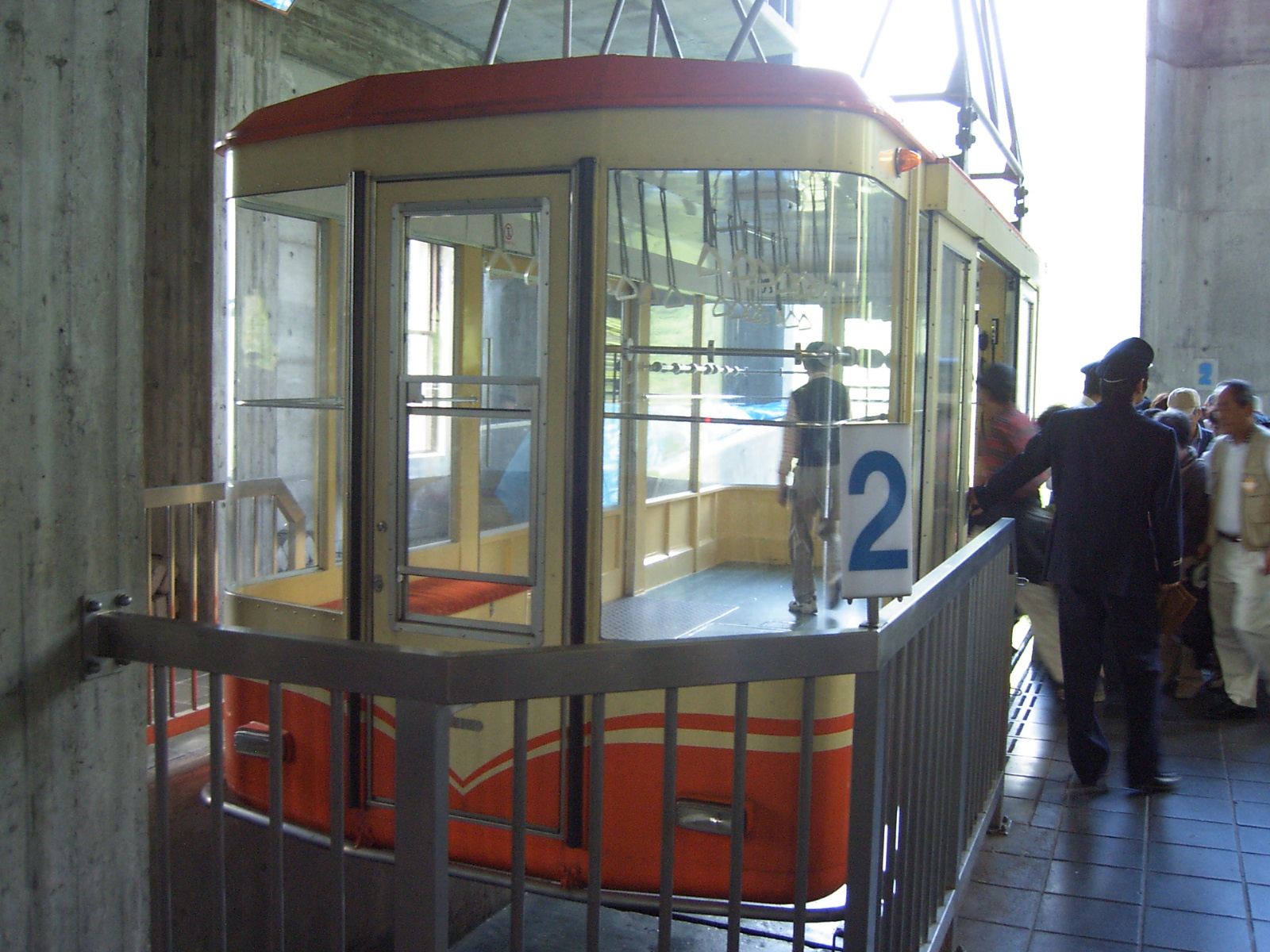
二代目の搬器

  - メーカー：大阪車輌工業製（2012年に更新）[1]
  - 定員：81人[1]
- 運転時分：7分[1]
- 高低差：488メートル[1]
- 駅数：2駅
- 建設費用：17億円[4]

## 運行形態
片道の所要時間は約7分。日中は20分間隔で運行する。

## 駅一覧
大観峰駅 - 黒部平駅

## 歴史
- 1968年（昭和43年）10月20日 - 着工[5]。
- 1970年（昭和45年）
  - 7月24日 - 開通式[4]。
  - 7月25日 - 営業開始[3][6][7][8]。
- 1988年（昭和63年）- 搬器を更新[9]。
- 2012年（平成24年） - 搬器を更新[1][9]。

## 接続路線
- 大観峰駅：立山トンネル電気バス
- 黒部平駅：黒部ケーブルカー

## 関連画像
|                                                                |                                                    |                                                            |
| 大観峰駅からの展望 間に支柱は一本もない 眼下に黒部平駅と黒部湖 | 大観峰駅からの展望 スバリ岳と針ノ木岳 眼下に黒部湖 | 黒部平駅からの展望 立山の紅葉とロープウェイ 上部に大観峰駅 |